# Жанвилије
Жанвилије (фр. Gennevilliers) град је у Француској, у департману Горња Сена.
По подацима из 1999. године број становника у месту је био 42,513.

## Демографија
| 1962.  | 1968.  | 1975.  | 1982.  | 1990.  | 1999.  | 2011.  |
| ------ | ------ | ------ | ------ | ------ | ------ | ------ |
| 42.595 | 46.074 | 50.290 | 45.396 | 44.818 | 42.513 | 41.930 |

## Партнерски градови
- Беркамен
- Al-Bireh
- Имола